# Mohamed Berte
Mohamed Berte, né le 25 mars 2002 à Bruxelles en Belgique, est un footballeur belge, d'origine ivoirienne, qui joue au poste d'attaquant au FCV Dender EH.

## Biographie

### En club

#### KV Ostende et prêt
Le 31 août 2021, le KV Ostende annonce que, comme Preben Stiers, il bénéficie d'un contrat professionnel jusqu'en 2023 et est immédiatement prêté au FC Den Bosch, club de Keuken Kampioen Divisie, appartenant également à Pacific Media Group depuis juillet 2021. Le 29 octobre 2021, il inscrit son premier but en championnat lors d'une victoire 2-1 contre le Jong FC Utrecht. Il marque son deuxième but contre le MVV Maastricht, après être entré en jeu à la 88e minute (victoire, 3-1).
À la fin de son prêt, il reçoit sa chance au KV Ostende, qui est relégué de Jupiler Pro League lors de la saison 2022-2023. Il joue treize rencontre de championnat, toutes en tant que remplaçant. En Coupe de Belgique, il inscrit un but lors d'une victoire 1-4 contre Thes Sport. En août 2023, il prolonge son contrat avec le KV Ostende jusqu'en 2026.

#### FCV Dender EH
En juin 2024, il rejoint le FCV Dender EH pour trois ans. Il fait ses débuts avec le club le 27 juillet 2024, contre l'Union Saint-Gilloise (match nul, 0-0).